# Dance Extravaganza
Dance Extravaganza byl rozhlasový pořad zaměřený na elektronickou a taneční hudbu, který vysílala rozhlasová stanice Evropa 2 v letech 1997 . Ve své době šlo rozsahem (6 hodin živého vysílání) a zaměřením o jedinečný koncept. Pořad získal kultovní status a pomohl v České republice zpopularizovat tehdy okrajové hudební styly spadající do žánrů tzv. elektronické taneční hudby.

## Koncept
Forma a především délka pořadu se během jeho existence několikrát změnila. V době největší slávy byla vysílána v sobotu od 22.00 do 4.00. Pořad uváděl Marek Řeřicha, který zároveň působil jako Dj a moderátor. Nedílnou součástí se staly živé rozhovory ve studiu i po telefonu, pozvánky na aktuální akce, soutěže a hudba namíchaná přímo ve studiu. Hosty pořadu byli především přední čeští a slovenští djové a producenti, např. Michael Burian, Dj Richard Reynolds, Dj Akvamen, Mejsi, Dj Roxtar, Michael c, Dj Flux, Matamar, Dj Brian, Joe Lafayete, Dafonic, Ondray, Adriana Hanacova a nově taky Patrik Junior . Jedinečná byla také nabídka setů od mezinárodně uznávaných hudebníků jakými jsou např. Carl Cox, Tom Middleton, Groove Armada, Armin van Buuren, Eric Morillo, The Chemical Brothers, Eric Prydz atd.

## Historie
Dance Extravaganza se poprvé vysílala 10. června 1997. Původně byl pořad zaměřený na komerční hudbu, postupně se však přeorientoval na méně známé styly jako je progressive house a tím napomohl jejich zpopularizování. Dance Extravaganza odvysílala i několik speciálních dílu, jako byl např. přímý přenos z festivalu Summer of Love 2005 či vystoupení Paul van Dyka v pražské T-Mobile aréně. Pořad několikrát získal ocenění Czech Dance Award. I přes značnou popularitu byl po 9 letech zrušen kvůli nespecifikovaným problémům s moderátorem Řeřichou. Poslední epizoda se vysílala 24. června 2006. Po zrušení původního pořadu a časové prodlevě se Evropa 2 rozhodla pro jeho obnovení s pozměněným názvem Dance Exxtravaganza. Původní vysílací čas se změnil a došlo i k nahrazení moderátora ve studiu předtočeným obsahem .

## Archiv pořadu
Odklon Dance Exxtravaganzy od původního schema zklamal mnohé fanoušky, kteří se rozhodli pro vytvoření nekomerční stránky, která obsahuje odkazy na stažení záznamů původního pořadu z let 1997 - 2006, informace o skladbách, hudebních stylech atd. Cílem je vytvořit ze soukromých archivů co nejkompletnější kolekci pořadu, jelikož Evropa 2 původní záznamy nezpřístupnila.

## Současnost
26.2.2012 se poprvé za celých 6 let od ukončení vysílání původní show objevil náznak možného návratu hlavního aktéra Marka Řeřichy s jeho muzikou (zaznamenanou z dřívějších let i ze současnosti) k jeho věrným fanouškům. Řeřicha sám odmítá jakékoliv působení v rámci médií, či na klubové scéně, místo toho nastiňuje svoji představu o projektu založeném na online streamu. Všechna tato aktivita se rodí v diskuzi pod článkem z roku 2009, jež se stručně ohlížel za celým pořadem, kam sám Marek občas přispívá a kde zmínil své záměry. Následně diskuzi zahlcují kladné ohlasy volající po realizaci zmíněného projektu.